# Moura Morta (Peso da Régua)
Moura Morta ist ein Ort und eine ehemalige Gemeinde (Freguesia) im portugiesischen Kreis Peso da Régua. Die Gemeinde hatte 522 Einwohner (Stand 30. Juni 2011).
Am 29. September 2013 wurden die Gemeinden Moura Morta und Vinhós zur neuen Gemeinde União das Freguesias de Moura Morta e Vinhós zusammengeschlossen.